# Æthelsige II. (Sherborne)
Æthelsige († zwischen 1014 und 1017) war Bischof von Sherborne. Er wurde zwischen 1009 und 1012 zum Bischof geweiht und trat sein Amt im selben Zeitraum an. Er starb zwischen 1014 und 1017.